# 변분법의 기본 보조정리
변분법의 기본 보조정리(fundamental lemma of the calculus of variations)

## 기본형
개구간 {\displaystyle (a,b)}에서 연속인 함수  {\displaystyle f}가 아래 방정식
{\displaystyle \int _{a}^{b}f(x)h(x)\,\mathrm {d} x=0}
을 {\displaystyle (a,b)}에서 콤팩트 지지된 매끄러운 함수인 모든 {\displaystyle h} 함수에 대해 만족한다면, {\displaystyle f}는 값이 0인 항등함수다.